# Pneumocyte
Les pneumocytes (ou cellules alvéolaires) sont les cellules de l’épithélium des alvéoles pulmonaires. Ce sont elles qui tapissent l'intérieur des alvéoles, et elles contribuent à leur fonctionnement.

## Catégories de pneumocytes
On les classe en 2 (ou 3) catégories.
Ces deux types de cellules sont en première ligne pour affronter les polluants et les microbes inspirés par les poumons.
Les pneumocytes sont par exemple la cible des virus de la grippe aviaire (le H5N1 a lorsqu'il infecte le poumon humain (de 2003 à 2006) pour caractéristique de se développer dans le fond des poumons) ou du SRAS, ou encore de bactéries telles que les légionelles.

### Petites cellules alvéolaires, ditespneumocytes de type I
Leur principale fonction est d'assurer les échanges gazeux entre l'organisme et son environnement (diffusion « passive » et active de l'oxygène et de l'anhydride carbonique). Étroitement accolées aux cellules endothéliales des vaisseaux capillaires (membranes basales des deux types cellulaires fusionnées), elles forment avec elles la barrière alvéolo-capillaire à travers laquelle s'effectuent les échanges gazeux respiratoires.
Elles effectuent également une absorption d'eau et d'ions depuis les espaces aériens vers le tissu pulmonaire permettant de maintenir les premiers pratiquement secs.
Cette cellule est vulnérable et rapidement détériorée par les polluants et les attaques microbiennes ; en différenciation terminale et incapable de se diviser, elle ne peut se dupliquer elle-même.
Les pneumocytes de type I couvrent 90 à 95 % de la surface alvéolaire totale, bien que leur nombre ne dépasse pas celui des pneumocytes de type II. Ceci est dû au fait que le pneumocyte de type I est une cellule très mince et étalée, qui se développe en une sorte de film très fin et de grande surface (400 µm2 environ pour chaque cellule), formant le voile cytoplasmique de 0,1 à 0,2 μm d'épaisseur, souple, mais très étendu et très fragile permettant les échanges gazeux. Les pneumocytes de type I sont étroitement accolés aux vaisseaux capillaires dont ils ne sont séparés que par la membrane basale, ce qui permet la diffusion des gaz respiratoires.
Ces cellules sécrètent également une enzyme permettant la conversion de l'angiotensine I en angiotensine II pour la régulation de la pression artérielle par le biais du système rénine-angiotensine-aldostérone. Enfin, elles possèdent des marqueurs protéiques spécifiques comme la glycoprotéine transmembranaire T1alpha, de fonction exacte inconnue mais indispensable à la différenciation de ce type cellulaire, ou l'aquaporine 5 (canal hydrique).

### Grandes cellules alvéolaires, ditespneumocytes de type II
Les pneumocytes de type II (ou pneumocytes granuleux, ou grandes cellules alvéolaires) ont plusieurs particularités :
- De forme cubique à arrondie et ne présentant pas d'extension cytoplasmique, son pôle apical est garni d'une couronne de microvillosités entourant une zone centrale glabre (en « tonsure de moine »). Son cytoplasme est riche en organites, signe de métabolisme actif, que confirment un réticulum endoplasmique et un appareil de Golgi surdéveloppés. Cette cellule est caractérisée par des organites spécifiques, les corps lamellaires, granules sécrétant le surfactant pulmonaire. Ce surfactant fluidifie le mucus et facilite les échanges gazeux en réduisant la tension de surface du mucus pulmonaire dans les alvéoles. Les pneumocytes de type II recyclent également une partie du surfactant. Ils contribuent ainsi aussi à la conservation de l'élasticité des poumons.
- Contrairement aux pneumocytes de type I, ils peuvent se diviser et se transdifférencier en perdant leurs corps lamellaires et en s'aplatissant pour remplacer les pneumocytes de type I quand ces derniers meurent. Ils jouent donc un rôle de cellule souche permettant le renouvellement et la restauration de l’épithélium (restauration d'entretien ou cicatricielle à la suite d'une lésion).
- Les pneumocytes de type II sont positionnés entre les voiles cytoplasmiques des pneumocytes de type I. Ils peuvent être partagés par 2, voire 3 alvéoles adjacentes, leur desquamation laissant un trou qui pourrait être l’origine des pores de Kohn.

### Remarque
On nomme parfois pneumocyte III les "cellules en brosse" (brush cell) (non ciliées, à microvillosités apicales) qui sont peut-être un stade intermédiaire dans la différenciation entre cellules souches et cellules ciliées. Chez les Rongeurs, elles représentent environ 5 % des cellules épithéliales alvéolaires. Chez l’homme elles ne sont présentes que dans l’arbre bronchique.

## Pathologie
- Hyperplasie pneumocytaire (Hyperplasie des cellules alvéolaires)